# シャルーナス・マルチュリョニス
ライモンダス・シャルーナス・マルチュリョニス（Raimondas Šarūnas Marčiulionis、1964年6月13日 - ）はリトアニア（旧ソビエト連邦）の元プロバスケットボール選手。NBAなどでプレイした。1988年のソウルオリンピックではソ連代表として金メダルを、1992年のバルセロナオリンピック、1996年のアトランタオリンピックでそれぞれ銅メダルを獲得した。ヨーロッパ出身のNBA選手の草分けである。2014年にバスケットボール殿堂入りした。

## プロキャリア
プロキャリアのスタートはソ連のリーグだった。1988年のソウルオリンピックでは、アルヴィーダス・サボニスと共にソ連代表チームを率いて金メダルを獲得した。

### NBA
1987年のNBAドラフトにて6巡目全体127位でゴールデンステート・ウォリアーズから指名された。1989年にNBA入りしウォリアーズでは4年間プレイし、1991年と1992年のシックスマン賞投票では惜しくも2位だった。
NBAで活躍した最初のヨーロッパ選手の1人となった、そしてそれは1990年代終わりのリーグの国際化に大きく貢献した。1年半足の故障でプレイできなかった後、1994年にシアトル・スーパーソニックスに、そして1995年にはサクラメント・キングスにトレードされ、最後はデンバー・ナゲッツでプレイした後、1996-97シーズンをもって引退した。

## 個人成績

### NBA

#### レギュラーシーズン
| シーズン | チーム | GP             | GS             | MPG            | FG%            | 3P%            | FT%            | RPG            | APG            | SPG            | BPG            | PPG            |                |
| -------- | ------ | -------------- | -------------- | -------------- | -------------- | -------------- | -------------- | -------------- | -------------- | -------------- | -------------- | -------------- | -------------- |
| 1989–90  | GSW    | 75             | 3              | 22.6           | .519           | .256           | .787           | 2.9            | 1.6            | 1.3            | .1             | 12.1           |                |
| 1990–91  | GSW    | 50             | 10             | 19.7           | .501           | .167           | .724           | 2.4            | 1.7            | 1.2            | .1             | 10.9           |                |
| 1991–92  | GSW    | 72             | 5              | 29.4           | .538           | .300           | .788           | 2.9            | 3.4            | 1.6            | .1             | 18.9           |                |
| 1992–93  | GSW    | 30             | 8              | 27.9           | .543           | .200           | .761           | 3.2            | 3.5            | .8             | .1             | 17.4           |                |
| 1993–94  | GSW    | 負傷のため全休 | 負傷のため全休 | 負傷のため全休 | 負傷のため全休 | 負傷のため全休 | 負傷のため全休 | 負傷のため全休 | 負傷のため全休 | 負傷のため全休 | 負傷のため全休 | 負傷のため全休 | 負傷のため全休 |
| 1994–95  | SEA    | 66             | 4              | 18.1           | .473           | .402           | .732           | 1.0            | 1.7            | 1.0            | .0             | 9.3            |                |
| 1995–96  | SAC    | 53             | 0              | 19.6           | .452           | .408           | .775           | 1.5            | 1.0            | 1.3            | .1             | 10.8           |                |
| 1996–97  | DEN    | 17             | 0              | 15.0           | .376           | .367           | .806           | 1.8            | 1.5            | .7             | .1             | 6.8            |                |
| 通算     | 通算   | 363            | 30             | 22.4           | .505           | .369           | .768           | 2.3            | 2.2            | 1.3            | .1             | 12.8           |                |

#### プレーオフ
| シーズン | チーム | GP | GS | MPG  | FG%  | 3P%  | FT%  | RPG | APG | SPG | BPG | PPG  |
| -------- | ------ | -- | -- | ---- | ---- | ---- | ---- | --- | --- | --- | --- | ---- |
| 1991     | GSW    | 9  | 0  | 22.9 | .500 | .000 | .897 | 2.6 | 3.0 | 1.2 | .1  | 13.2 |
| 1992     | GSW    | 4  | 0  | 33.3 | .532 | .500 | .829 | 2.3 | 5.0 | .8  | .3  | 21.3 |
| 1996     | SAC    | 4  | 0  | 25.3 | .276 | .222 | .600 | 1.8 | 3.5 | 2.5 | .0  | 7.3  |
| 通算     | 通算   | 17 | 0  | 25.9 | .469 | .238 | .821 | 2.3 | 3.6 | 1.4 | .1  | 13.7 |

## 代表歴
1990年、リトアニアの独立でリトアニア代表チームに加わった。彼は将来性のあるプレイヤーと連絡を取り合ってユニフォームやシューズメーカーともやりとりを行なったり、スポンサーの獲得に奔走した。有名なスポンサーの1つがバンドのグレイトフル・デッドだった。ユニフォームには、バンドのロゴが入り、リトアニアの国旗の色である緑、黄、赤でデザインされた。
1992年、リトアニア代表はバルセロナオリンピックで銅メダルに輝いた。
1995年ヨーロッパチャンピオンシップの最優秀選手（MVP）となってリトアニアは銀メダルを獲得した。
1996年アトランタオリンピックでリトアニアに銅メダルをもたらした。
1987年、1989年、1990年、1991年のリトアニア最高のスポーツ選手に選ばれている。

## 競技生活以外
- 1992年、彼はヴィリニュスにホテルを開業した。
- 1993年、リトアニア・バスケットボール・リーグの会長になった。
- 1999年、北欧バスケットボールリーグのコミッショナーとなった。
- 現在、リトアニアで最も成功したビジネスマンとなっている[1] 。